# Andreaea grimsulana
Andreaea grimsulana là một loài rêu trong họ Andreaeaceae. Loài này được Bruch mô tả khoa học đầu tiên năm 1844.